# Blindspot (cómic)
Blindspot —Punto Ciego en España— es el nombre de varios personajes de Marvel Comics.

## Historial de publicaciones
El primer Blindspot se originó a partir de la huella del Nuevo Universo de Marvel en DP7 # 14 (diciembre de 1987) y fue creado por Mark Gruenwald y Paul Ryan.
El segundo Blindspot fue un personaje menor llamado Kylie Kopelkin que apareció en The Punisher Vol. 3 # 15 (enero de 1997) y fue creado por John Ostrander y Tom Lyle.
El tercer Blindspot es un mutante japonés sin nombre que era miembro de la Hermandad de Mutantes. Apareció por primera vez en Rogue Vol. 3 # 7 (marzo de 2005) y fue creado por Tony Bedard y Karl Moline.
El cuarto Blindspot, y único varón, es un personaje secundario de Daredevil llamado Samuel "Sam" Chung. Apareció por primera vez en All-New, All-Different Marvel Point One # 1 (diciembre de 2015) y fue creado por Charles Soule y Ron Garney.

## Biografía ficticia

### Mutante
Blindspot se unió a la Hermandad de Mutantes a instancias de Mystique. Ella se hizo amiga de su compañera de equipo Rogue y compartieron un vínculo fraternal que rayaba en lo romántico. Fueron contratados por Tomo Yoshida para robarle un disco duro junto con su sobrino Fuego Solar del Señor Oscuro Viento. Después de varias misiones, Blindspot optó por irse, pero no sin borrarse de los recuerdos de Mystique y Rogue. Ella perdonó a Destiny quien le deseó suerte. Años más tarde, escuchó un rumor de que Dark Wind buscaba venganza, lo que la asustó como Mystique y Rogue no lo recordaban. Se reveló que Lady Deathstrike estaba detrás de esto y secuestró a Blindspot.
Blindspot encontró a Rogue y envió a Lady Deathstrike para matarla, pero falló. Después de que Samurái de Plata mató a varios Yakuza en una reunión, se enfrentó a Blindspot quien le informó que ella lo "liberó" de sus recuerdos de ser un aliado de los X-Men. La libera de su prisión, desde la que estaba trabajando, solo para enfrentarse a un Deathstrike que desconfía. Blindspot le había prometido que le entregaría a Rogue y Mystique para vengarse. Poco después, envía Samurái de Plata tras Rogue y Fuego Solar. Ambos llegan al escondite de Blindspot donde Deathstrike amputa a Sunfire y noquea a Rogue. Blindspot más tarde le devuelve algunos de los recuerdos de Rogue como ella recuerda felizmente. Pronto, Rogue absorbe los poderes de Fuego Solar para usar contra Deathstrike y Blindspot lleva los recuerdos de Rogue a cuando estaba con la Hermandad justo cuando llegan los X-Men. Blindspot intentó convencer a Rogue de que los X-Men eran sus enemigos, sin embargo, Rogue vio las diversas contradicciones y descubrió que había robado sus recuerdos para "restablecer" sus vidas. Rogue finalmente se va para reunirse con los X-Men y, en un acto de simpatía, deja atrás su uniforme actual de X-Men para que Blindspot la recuerde.

### Samuel Chung
Sam Chung es un gimnasta entrenado por expertos desde China. Su madre, Lu Wei, optó por ingresar a Estados Unidos, aunque de manera ilegal, para tener una vida mejor. Algún tiempo después, Lu dio a luz a una hija y la hermana de Sam, Hannah, quien debido a haber nacido en suelo estadounidense se convirtió en ciudadana legal. Ninguno de sus padres ha sido identificado. Años más tarde, Sam comenzó a trabajar como conserje en la Universidad de Columbia, donde comenzó a robar varios diseños para crear un traje de invisibilidad para él. Con el nombre de Blindspot, Sam decidió convertirse en un justiciero sin decírselo a Hannah. Una noche se encontró con Daredevil, quien pudo "ver" a Sam debido a su "sentido del radar". Empieza a recibir lecciones de él mientras trabaja para el criminal chino Tenfingers junto a Lu. Finalmente, descubre la conexión de Tenfingers con La Mano. Daredevil le informa a Sam sobre la Mano y sus malas intenciones y él, a su vez, le dice a Lu que debería huir de la Iglesia de la Mano y que él es Blindspot, a quien Tenfingers considera un adversario. Mientras luchaba contra el miembro de la Mano, Fist, Lu ayudó a Sam a derrotar a los hombres de Tenfingers y ayudó a algunos inocentes a escapar de la Iglesia, sin embargo Sam ahora era considerado muerto para ella.
Sam continuó trabajando con Daredevil, pero durante un extraño altercado con Elektra, Sam se rompe el brazo y le dicen que vaya a ver a Linda Carter, la enfermera nocturna. Ella lo repara, pero tiene que usar un yeso durante aproximadamente un mes y, por lo tanto, tiene que tomarse un tiempo libre de su trabajo habitual de limpieza. Afortunadamente para él, Daredevil le dice a Sam que Matt Murdock (su propia doble identidad) lo contratará como asistente legal para ayudarlo. La próxima salida de Sam como Blindspot lo hizo perseguir al villano psicópata Muse que logró superarlo. Cuando Daredevil llegó para rescatarlo, a Sam le sacaron los ojos. Daredevil terminó derrotando a Muse y Sam se mantuvo sedado en el Hospital Presbiteriano de St. Luke. Lu regresó para restaurar la vista de Sam, pero lo convirtió en la Mano mientras intentaba hacer un trato con un demonio llamado simplemente la Bestia. Luego atrajo a Daredevil a una trampa donde aprendería que él y Murdock eran uno y el mismo. Eventualmente, Sam ayudaría a su mentor, lo que resultó en que su madre se sacrificara por su hijo y él y Daredevil regresaran a los EE. UU.
Muse escaparía de la custodia y Sam se dispuso a buscar venganza. Una vez más es dominado, pero de repente recibe poder de la Bestia. Sin embargo, Sam se negó a matar a Muse, lo que provocó que Muse se suicidara y la Bestia lanzara un asalto de la Mano en Nueva York. Sam reclutó a Daredevil para ayudar a derrotar a los miembros. La Bestia se ofreció a poner fin a su invasión si Sam se entregaba, a lo que él accedió. Sin embargo, Sam se encontró de repente defendido por Daredevil y la comisionada Nalini Karnik. Cuando la Mano comenzó a atacarlos, de repente fueron ayudados por la llegada de Caballero Luna, Spider-Man, Jessica Jones, Luke Cage y el Ordo Draconum (Orden del Dragón). Daredevil finalmente derrotó a la Bestia y Sam fue visto como un potencial recluta para Draconum debido a su coraje.

## Poderes y habilidades
La versión mutante de Blindspot tiene la capacidad de absorber y dar recuerdos a las personas, pero tienen que ser recuerdos existentes. Ella solo puede afectar a los seres orgánicos, ya que fue incapaz de afectar a Deathstrike debido a sus partes cibernéticas. Ella también es inmune a los poderes absorbentes de Rogue.
Sam Chung es un artista marcial experto debido a su intenso entrenamiento que se mejoró enormemente con su entrenamiento de la Mano. También es un hábil acróbata desde muy joven. Esencialmente, sus habilidades están por debajo de las propias habilidades de Daredevil. También parece poseer una gran inteligencia, ya que él mismo creó el traje de invisibilidad.

## Otros personajes llamados Blindspot
- Una mujer Blindspot era parte de una versión falsa del Frente de Liberación Mutante. Poseía fotocinesis (la capacidad de controlar la luz) y trabajó con Simon Trask. Blindspot fue asesinada por él cuando ella rechazó una orden directa.[17] El Manual Oficial del Universo Marvel reveló que su nombre es Kylie Kopelkin.[18]
- En el Nuevo Universo, DP 7 presentó su propio Blindspot: un hombre afroamericano llamado Lionel Berry. Poseía el poder de la invisibilidad hasta el punto de que podía afectar su propia ropa. Formó parte de un equipo llamado Black Powers para luchar contra lo que percibían como racismo.[19]

## En otros medios
Una versión de Sam Chung apareció en la segunda temporada de Iron Fist interpretado por James C. Chen. Chen se acredita simplemente como Sam, pero la hoja de llamada oficial lo tiene listado como Samuel Chung que Raven Metzner ha confirmado es su nombre. Esta versión funciona en Bayard, una campaña de caridad financiada por Sherry Yang y es amigo cercano de Colleen Wing. Más tarde usa a Bayard para ocultar a Yang y su banda junto con los miembros restantes de los Tigres Dorados que están siendo atacados por Davos, para su consternación.